# Élections législatives de 1978 dans le Territoire de Belfort
Les élections législatives françaises de 1978 se déroulent les 12 et 19 mars 1978. Dans le département du Territoire de Belfort, deux députés sont à élire dans le cadre de deux circonscriptions.

## Élus
| Circonscription | Député sortant          | Parti | Parti | Député élu ou réélu     | Parti | Parti |
| --------------- | ----------------------- | ----- | ----- | ----------------------- | ----- | ----- |
| 1re             | Jean-Pierre Chevènement |       | PS    | Jean-Pierre Chevènement |       | PS    |
| 2e              | Raymond Forni           |       | PS    | Raymond Forni           |       | PS    |

## Résultats

### Résultats à l'échelle du département
| Parti          | Parti                              | Premier tour | Premier tour | Second tour | Second tour | Sièges |
| Parti          | Parti                              | Voix         | %            | Voix        | %           | Sièges |
| -------------- | ---------------------------------- | ------------ | ------------ | ----------- | ----------- | ------ |
|                | Parti socialiste                   | 24 397       | 37,68        | 37 961      | 56,54       | 2      |
|                | Parti communiste français          | 8 187        | 12,65        |             |             | 0      |
|                | Union de la gauche                 | 32 584       | 50,33        | 37 961      | 56,54       | 2      |
|                |                                    |              |              |             |             |        |
|                | Union pour la démocratie française | 15 480       | 23,91        | 29 184      | 43,46       | 0      |
|                | Rassemblement pour la République   | 10 851       | 16,76        | Retrait     | Retrait     | 0      |
|                | Divers droite                      | 355          | 0,55         |             |             | 0      |
|                | Majorité présidentielle            | 26 686       | 41,22        | 29 184      | 43,46       | 0      |
|                |                                    |              |              |             |             |        |
|                | Écologie 78                        | 2 815        | 4,35         |             |             | 0      |
|                | Extrême gauche                     | 1 763        | 2,72         | 0           |             |        |
|                | Parti socialiste unifié            | 896          | 1,38         | 0           |             |        |
|                |                                    |              |              |             |             |        |
| Inscrits       | Inscrits                           | 78 452       | 100,00       | 78 433      | 100,00      | 2      |
| Abstentions    | Abstentions                        | 12 308       | 15,69        | 9 870       | 12,58       |        |
| Votants        | Votants                            | 66 144       | 84,31        | 68 563      | 87,42       |        |
| Blancs et nuls | Blancs et nuls                     | 1 400        | 2,12         | 1 418       | 2,07        |        |
| Exprimés       | Exprimés                           | 64 744       | 97,88        | 67 145      | 97,93       |        |

### Résultats par circonscription

#### Première circonscription (Belfort)
| Candidat       | Candidat                              | Parti          | Premier tour | Premier tour | Second tour | Second tour |  |
| Candidat       | Candidat                              | Parti          | Voix         | %            | Voix        | %           |  |
| -------------- | ------------------------------------- | -------------- | ------------ | ------------ | ----------- | ----------- |  |
|                | Jean-Pierre Chevènement sortant réélu | PS             | 13 176       | 36,64        | 21 084      | 56,64       |  |
|                | Didier Schuller                       | UDF (PR)       | 8 420        | 23,42        | 16 140      | 43,36       |  |
|                | Jean Rosselot                         | RPR            | 6 062        | 16,86        | Retrait     | Retrait     |  |
|                | Jean-Marie Martin                     | PCF            | 4 840        | 13,46        |             |             |  |
|                | Jean-Paul Monnier                     | Écologie 78    | 1 396        | 3,88         |             |             |  |
|                | Michel Lab                            | PSU (FA)       | 896          | 2,49         |             |             |  |
|                | Gérard Belot                          | LO             | 405          | 1,13         |             |             |  |
|                | Jacques Félix                         | Divers droite  | 355          | 0,99         |             |             |  |
|                | Jean-Marie Grevillot                  | OCT            | 328          | 0,91         |             |             |  |
|                | Nicole Rigoulot                       | UOPDP          | 78           | 0,22         |             |             |  |
|                |                                       |                |              |              |             |             |  |
| Inscrits       | Inscrits                              | Inscrits       | 43 640       | 100,00       | 43 628      | 100,00      |  |
| Abstentions    | Abstentions                           | Abstentions    | 6 864        | 15,73        | 5 583       | 12,8        |  |
| Votants        | Votants                               | Votants        | 36 776       | 84,27        | 38 045      | 87,2        |  |
| Blancs et nuls | Blancs et nuls                        | Blancs et nuls | 820          | 2,23         | 821         | 2,16        |  |
| Exprimés       | Exprimés                              | Exprimés       | 35 956       | 97,77        | 37 224      | 97,84       |  |

#### Deuxième circonscription (Delle)
| Candidat       | Candidat                    | Parti          | Premier tour | Premier tour | Second tour | Second tour |  |
| Candidat       | Candidat                    | Parti          | Voix         | %            | Voix        | %           |  |
| -------------- | --------------------------- | -------------- | ------------ | ------------ | ----------- | ----------- |  |
|                | Raymond Forni sortant réélu | PS             | 11 221       | 38,98        | 16 877      | 56,41       |  |
|                | Gérard Pince                | UDF (PR)       | 7 060        | 24,52        | 13 044      | 43,59       |  |
|                | Michel Champanay            | RPR            | 4 789        | 16,64        | Retrait     | Retrait     |  |
|                | Jackie Drouet               | PCF            | 3 347        | 11,63        |             |             |  |
|                | Henri Léandre               | Écologie 78    | 1 419        | 4,93         |             |             |  |
|                | Éliane Lacaille             | LO             | 664          | 2,31         |             |             |  |
|                | Paul Chiesa                 | LCR            | 288          | 1            |             |             |  |
|                |                             |                |              |              |             |             |  |
| Inscrits       | Inscrits                    | Inscrits       | 34 812       | 100,00       | 34 805      | 100,00      |  |
| Abstentions    | Abstentions                 | Abstentions    | 5 444        | 15,64        | 4 287       | 12,32       |  |
| Votants        | Votants                     | Votants        | 29 368       | 84,36        | 30 518      | 87,68       |  |
| Blancs et nuls | Blancs et nuls              | Blancs et nuls | 580          | 1,97         | 597         | 1,96        |  |
| Exprimés       | Exprimés                    | Exprimés       | 28 788       | 98,03        | 29 921      | 98,04       |  |